# Lejkówko
Lejkówko – wieś w Polsce położona w województwie zachodniopomorskim, w powiecie sławieńskim, w gminie Malechowo nad rzeką Grabową.
W latach 1975–1998 wieś położona była w województwie koszalińskim.